# والتر بلانكايرت
والتر بلانكايرت مواليد 8 أبريل 1948، هو دراج بلجيكي سابق في صنف سباق الدراجات على الطريق.

## سباقات أو مراحل فاز بها
- طواف فرنسا